# (5724) 1986 WE
(5724) 1986 WE (1986 WE, 1938 GD) — астероїд головного поясу.
Тіссеранів параметр щодо Юпітера — 3,469.